# Klusak
Le Klusak, trotteur tchèque ou trotteur polonais est une race de chevaux de course, formée en Tchéquie pour les courses de trot. 

## Dénomination
Le nom commun klusák signifie « trotteur » en tchèque ; le nom de la race est « trotteur tchèque » (Czech Trotter en anglais, Ceský klusák en tchèque). Le nom commun en polonais est kłusak. Il est considéré comme un équivalent du nom « trotteur polonais », ou Polish Trotter en anglais,. 

## Histoire
La race a été développée en Tchéquie par croisements entre des chevaux autrichiens, hongrois, allemands et russes,. Le stud-book tchèque est créé en 1979. Jusqu'en 1992, ce cheval s'appelle « Trotteur tchécoslovaque ».
Cette race dispose aussi d'un stud-book en Pologne. En 2004, les effectifs tchèques sont de 1 733 têtes. Ils sont assez stables 9 ans plus tard. Les effectifs polonais subissent une sévère chute entre 2010 et 2019.

## Description
La sélection de la race est assurée par la Česká klusácká asociace, l'Association tchèque du trot, en Tchéquie.

## Utilisations
Il sert de cheval de course et de cheval de loisir.

## Diffusion de l'élevage
Il est classé comme une race locale de la Tchéquie et de la Pologne, d'origine exotique,.
D'après la base de données DAD-IS, les effectifs tchèques sont d'environ 1 500  à   1 800 têtes en 2022. La race est présente aussi en Pologne, avec des effectifs de 284 sujets en 2019.
Ces faibles effectifs placent le Klusak parmi les races de chevaux en danger d'extinction, dans les deux pays,.